# Proroctví
Proroctví je ve všeobecném významu nějaká předpověď týkající se budoucnosti. Tedy že nějaká osoba či skupina lidí, popřípadě kniha, sdělí dopředu informaci o události či událostech, které se teprve stanou. V tomto bodě se podobá prognóze, která je vlastně předpovědí budoucího vývoje a budoucích událostí na základě analýzy dostupných informací a faktů. Nicméně proroctví na rozdíl od prognózy nepracuje v základu s nějakými základními poznatelnými fakty, empiricky posuzovanými odhady vývoje, které srovnávají podobné případy, historii a další dostupná fakta a z toho predikují následný vývoj událostí. Proroctví ze své podstaty tuto informaci přijímá z nějakého vnějšího zdroje, ne na základě rozumu, zkušeností a odhadu, ale na základě tzv. zjevení. V případě biblických proroků je tímto zdrojem Bůh, respektive Hospodin, a podstatou fenoménu biblického proroctví je „vhled do bytosti Tvůrce, prožívání Tvůrcových prožitků a cítění Tvůrcovými city“. Základní úlohou biblických proroctví není vynesení orákula, ale předložení „cíle a směřování, ke kterým je třeba se ubírat, ať již k nim dospějeme, nebo ne.“